# Rickettsiaceae
Die Rickettsiaceae bilden eine Familie innerhalb der Alphaproteobacteria und bestehen aus den zwei Gattungen Rickettsia und Orientia. Alle Arten sind gramnegativ und benötigen Sauerstoff (aerob). Die Zellen der verschiedenen Arten sind sehr klein (0,3 bis 0,5 × 0,8 bis 2 μm) und stäbchenförmig oder auch kokkoid. Sie besitzen eine typische Bakterienzellwand und tragen keine Geißeln.

## Lebensweise
Alle Arten sind obligat intrazelluläre Parasiten, sie können nur innerhalb der Wirtszellen überleben. Sie sind Verursacher zahlreicher Krankheiten bei Menschen und Tieren. Als Vektoren (Überträger) dienen hauptsächlich Arthropoden (z. B. verschiedene Zecken, Flöhe, Milben, Läuse). Eine freie Kultivierung auf Nährboden ist bisher nicht gelungen, sie werden innerhalb von biologischen Gewebe, d. h. in Eukaryoten-Zellen gezüchtet.

## Systematik und klinische Einteilung
Der Familie Rickettsiaceae werden aktuell (Januar 2013) zwei Gattungen, Rickettsia und Orientia zugeordnet.
Aus medizinischer Sicht werden die Rickettsiaceae in drei Gruppen aufgeteilt:
- Die Zeckenstichfieber-Gruppe (Englisch: Spotted Fever Group): u. a. Rickettsia rickettsii (Rocky-Mountains-Fleckfieber) und Rickettsia conorii (Boutonneuse-Fieber)
- Die Fleckfieber-Gruppe (Typhus Group): u. a. Rickettsia typhi (murines Fleckfieber)
- Die Tsutsugamushi-Fieber-Gruppe (Scrub Typhus Group): Diese Gruppe besteht nur aus einer einzigen Art, Orientia tsutsugamushi der Erreger des Tsutsugamushi-Fiebers (englisch: Scrub typhus).

### Änderungen der Systematik
Es gilt zu beachten, dass die Systematik der Bakterien sich ständig im Fluss befindet. So findet man mehrere Varianten der Systematik dieser Familie. Die ursprünglich zu dieser Familie gestellte Gattung Wolbachia (s.h. weiter unten) kann man bei der Familie Anaplasmataceae finden oder aber auch in der Tribus Wolbachieae, die weiterhin zu der Familie Rickettsiaceae gestellt wird.
Die ursprünglich Rickettsia tsutsugamushi genannte Art wurde von der Gattung Rickettsia getrennt und in die eigene Gattung Orientia gestellt. Das oft tödlich wirkende Tsutsugamushi-Fieber (englisch: Scrub typhus) tritt häufig in Asien und Australien auf. Als Überträger dienen Milben der Gattung Neotrombicula (Syn.: Trombicula).
Früher wurde Rickettsiaceae in drei Tribus aufgeteilt:
- Tribus Rickettsieae mit den Gattungen: Rickettsia, Rochalimaea und Coxiella
- Tribus Ehrlicheae mit den Gattungen: Ehrlichia, Cowdria und Neorickettsia
- Tribus Wolbachieae mit den Gattungen: Wolbachia, Symbiotes und Rickettsiella

Die Gattungen der Ehrlicheae und die Gattung Wolbachia wurden zu der Familie Anaplasmataceae gezählt. Coxiella und Rickettsiella wurden vollständig umgeordnet und zu der Familie Coxiellaceae innerhalb der Klasse Gammaproteobacteria gestellt. Die Arten von Rochalimaea werden nun der Gattung Bartonella (Bartonellaceae) zugeordnet.
In der Vergangenheit wurden alle intrazellulär lebenden Bakterien den Rickettsiaceae zugeteilt (Rickettsien). Aufgrund von 16S-RNA Analysen wurde diese systematische Einteilung jedoch unhaltbar.

## Endosymbiontentheorie
Die Art Rickettsia prowazekii ist von besonderen Interesse der Endosymbiontentheorie in Bezug auf die Mitochondrien. Das Genom von Rickettsia prowazekii wurde vollständig sequenziert und weist sehr starke Übereinstimmungen mit der mitochondrialen DNA auf. Ob der ursprüngliche Endosymbiont tatsächlich von den Rickettsien abstammt, ist allerdings ungeklärt. Das Genom von Rickettsia prowazekii wie auch das in den Mitochondrien zu findende Genom ist sehr klein. Beide sind in den Milliarden Jahren der Evolution vermutlich geschrumpft, wodurch auch eine starke Ähnlichkeit der Genstruktur keine klare Aussage zulässt.